# Jack Frost
Jack Frost és una pel·lícula estatunidenca de gènere fantàstic de Troy Miller estrenada l'any 1998. Ha estat doblada al català.

## Argument
Jack Frost, un cantant, que es passa la major part del temps viatjant, no pot ocupar-se tant com voldria del seu fill Charlie. Quan mor en un accident de cotxe, Charlie es queda molt trist fins que Jack torna reencarnat en un ninot de neu.

## Repartiment
- Michael Keaton: Jack Frost
- Kelly Preston: Gabby Frost
- Joseph Cross: Charlie Frost
- Mark Addy: Mac MacArthur
- Andrew Lawrence: Tuck Gronic
- Eli Marienthal: Spencer

## Crítica
"El millor, les intervencions de Mark Addy i Kelly Preston"